# Andrzej Minko
Andrzej Marek Minko (ur. 1948 w Śremie) – polski dziennikarz, autor i producent programu telewizyjnego „Ktokolwiek widział, ktokolwiek wie” emitowanego od września 1996 roku w TVP. 
Pomysłodawca, autor cyklu „Spojrzenia”, poświęconego zmianom jakie następowały pod koniec lat  osiemdziesiątych w sąsiednich krajach (ponad 120 wydań). Współautor reportaży o białych plamach w historii stosunków polsko-sowieckich (Katyń, Miednoje i Kozielsk, cykl „Śladami pierestrojki” wspólnie z Waldemarem Karwatem). Od 1991 roku w firmie producenckiej Euromedia Ltd. Producent Wykonawczy seriali telewizyjnych dla dzieci „Stella Stelaris” dla ZDF (2 program tv niemieckiej), „Trzy szalone zera” – dla TVP i WDR, filmów telewizyjnych „La belle de Varsovie” (dla telewizji francuskiej program 2/3), „Nechste Woche ist Frieden” (dla SAT 1), „Die Bademeister” (dla RTL2). Współautor i realizator cyklu reportaży dokumentalnych dla West Deutscher Rundfunk poświęconych Polsce (2 odcinki) oraz Estonii, Łotwie i Litwie.